# Inget att förlora (roman)
Inget att förlora (Nothing to Lose), är den tolfte boken om Jack Reacher av Lee Child. Den utgavs på svenska 2009.